# Fajans
För stadsdelen Fajans, se Falkenberg

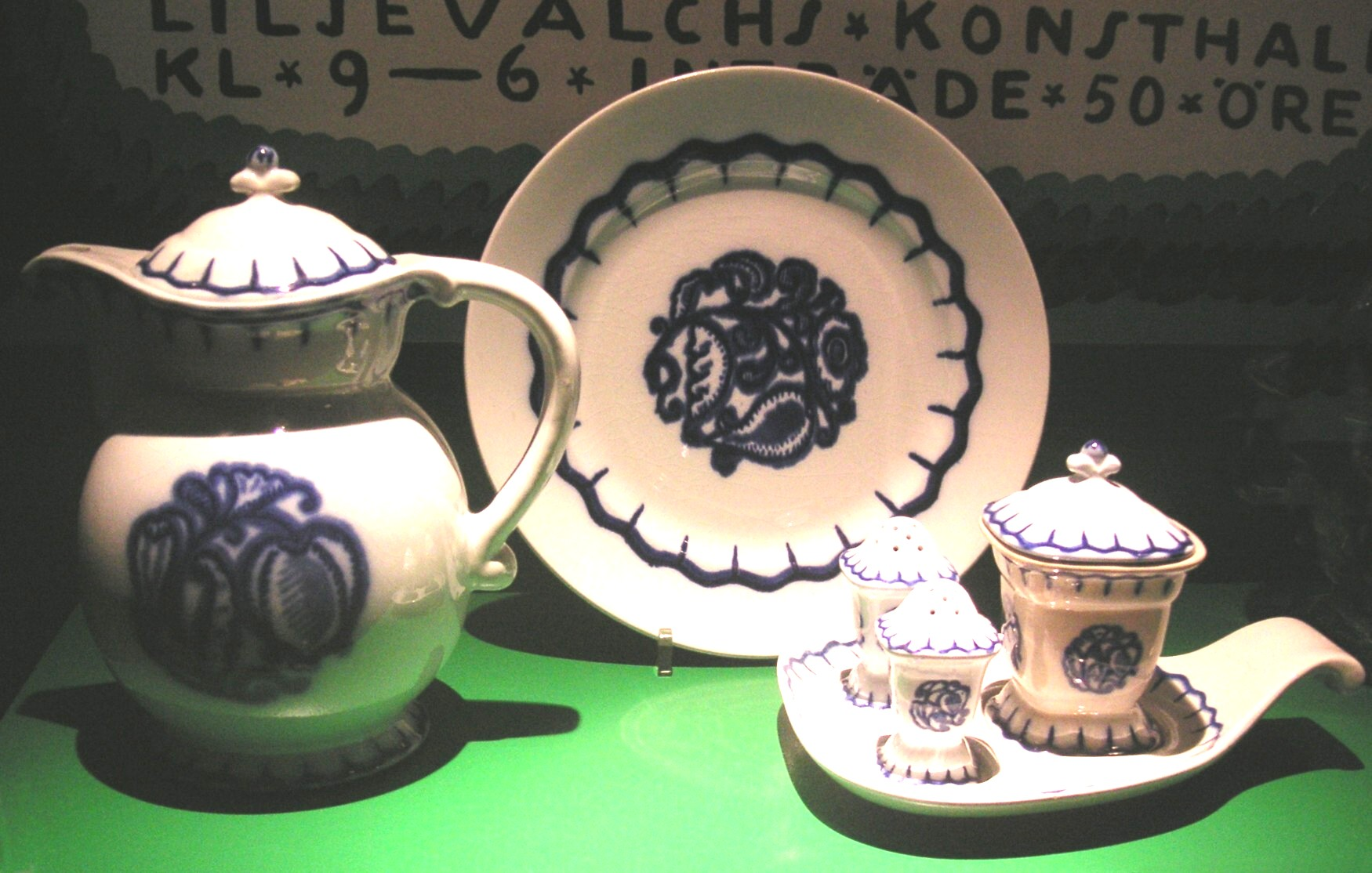
Wilhelm Kåges "Liljeblå" från 1917. Detta är egentligen en servis på flintgods.

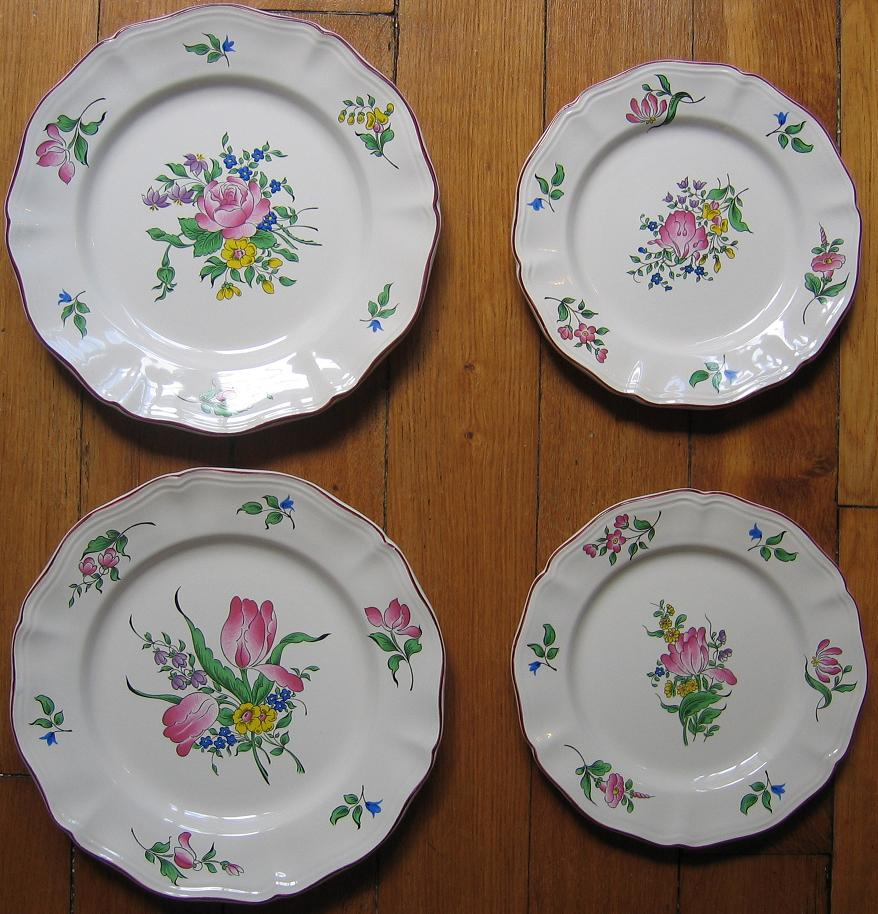
Fajans i Lunéville

Tallrik från Delft, 1600-talets senare hälft. Fajans med blå kinesiserande underglasyrmålning.

Fajans är poröst lergods överdraget med tennglasyr. Tennglasyr är en vit, ogenomskinlig (opak) glasyr baserad på tennoxid. Någon gång kan baksidan även vara glaserad med blyglasyr (ibland kallad halvfajans). Benämningarna på de olika typerna av keramik är oftast något flytande, och de flesta äldre europeiska fajansföremålen brukar kallas majolika.

## Historia
Tekniken att framställa metallglasyrer kommer från Orienten. Till Europa kom tekniken med morerna på 900-talet, och på Iberiska halvön började man under 1000-talet att framställa den lysterkeramik i tennglasyr som kom att bli föregångaren till den italienska majolikan.
Ordet "fajans" syftar ursprungligen på majolika-gods från staden Faenza. Här började man under perioden 1560-80 ersätta den överlastade istoriatistilen med vad som kommit att kallas compendiarostilen, en majolika med den vita bottenglasyren lämnad relativt odekorerad, endast med viss målad dekor.
Under 1500-talet hade kunskapen i att framställa tennglaserat lergods spridit sig över Europa. Samtidigt började kinesiskt porslin att föras hem till Europa sedan portugisiska köpmän 1557 anlagt en koloni i Macao. Portugiserna började även att kopiera den kinesiska keramiken i tennglaserat lergods, även om den italienskinfluerade majolikastilen snart kom att dominera den portugisiska produktionen. I Hamburg uppstod tidig ett centrum för fajanstillverkning. Omkring 1620 började man kopiera portugisiska fajanser. Den hamburgska fajanstraditionen mattades av på 1660-talet.
I början av 1600-talet tog nederländarna upp konkurrensen med portugiserna på ostindiehandeln. Resultatet blev att de började föra hem stora mängder ostindiskt porslin, som snabbt blev på modet. Även kopior på dessa varor i fajans, med den vita bottenglasyren synlig och sedan endast dekorerad med enkelt måleri (gärna blå och baserad på koboltföreningar som syftade till att imitera det kinesiska blåvita porslinet) kom att bli den vardagliga ersättningen. Delft kom från cirka 1640 att bli centrum för den nederländska fajansproduktionen.
I början på 1700-talet lärde man sig i Europa att framställa äkta porslin, men det dröjde länge innan dessa varor blev ordentligt spridda. Under slutet av 1700-talet och början av 1800-talet började dock fajansen att trängas ut av det engelska flintgodset.
Även flintgods brukar ibland inkluderas under begreppet fajans. Särskilt populär är benämningen vad gäller designade vaser från slutet av 1900-talet.